# Krakowskie Przedmieście
Krakowskie Przedmieście ([kraˈkɔfskʲɛ pʂɛdˈmjɛɕt͡ɕɛ], anhörenⓘ, deutsch Krakauer Vorstadt) ist eine Flaniermeile Warschaus.
Sie verbindet die abseits gelegene Altstadt mit dem Stadtzentrum. Die Straße beginnt am Schlossplatz, wo sich das im 19. Jahrhundert abgebrochene Krakauer Tor befand. Sie verläuft südwärts parallel zur Weichsel, oberhalb einer steilen Böschung. Längs der breiten Straße befinden sich die schönsten Kirchen und Paläste Warschaus sowie das alte Universitätsgelände und die Kunstakademie. Quer zur Krakauer Vorstadt verläuft die Sächsische Achse.
Der Wiederaufbau nach 1945 egalisierte die Bauhöhen der Häuser und vereinfachte die Ornamente der Fassaden. 2006 bis 2008 wurde die Straße gründlich modernisiert, sie erhielt verbreiterte Bürgersteige und eine schmale Fahrbahn aus chinesischen Granitplatten. Es ist nur Bus- und Taxiverkehr zugelassen.
Zusammen mit den Straßen Nowy Świat und der Aleje Ujazdowskie bildet sie den Königsweg.

## Galerie

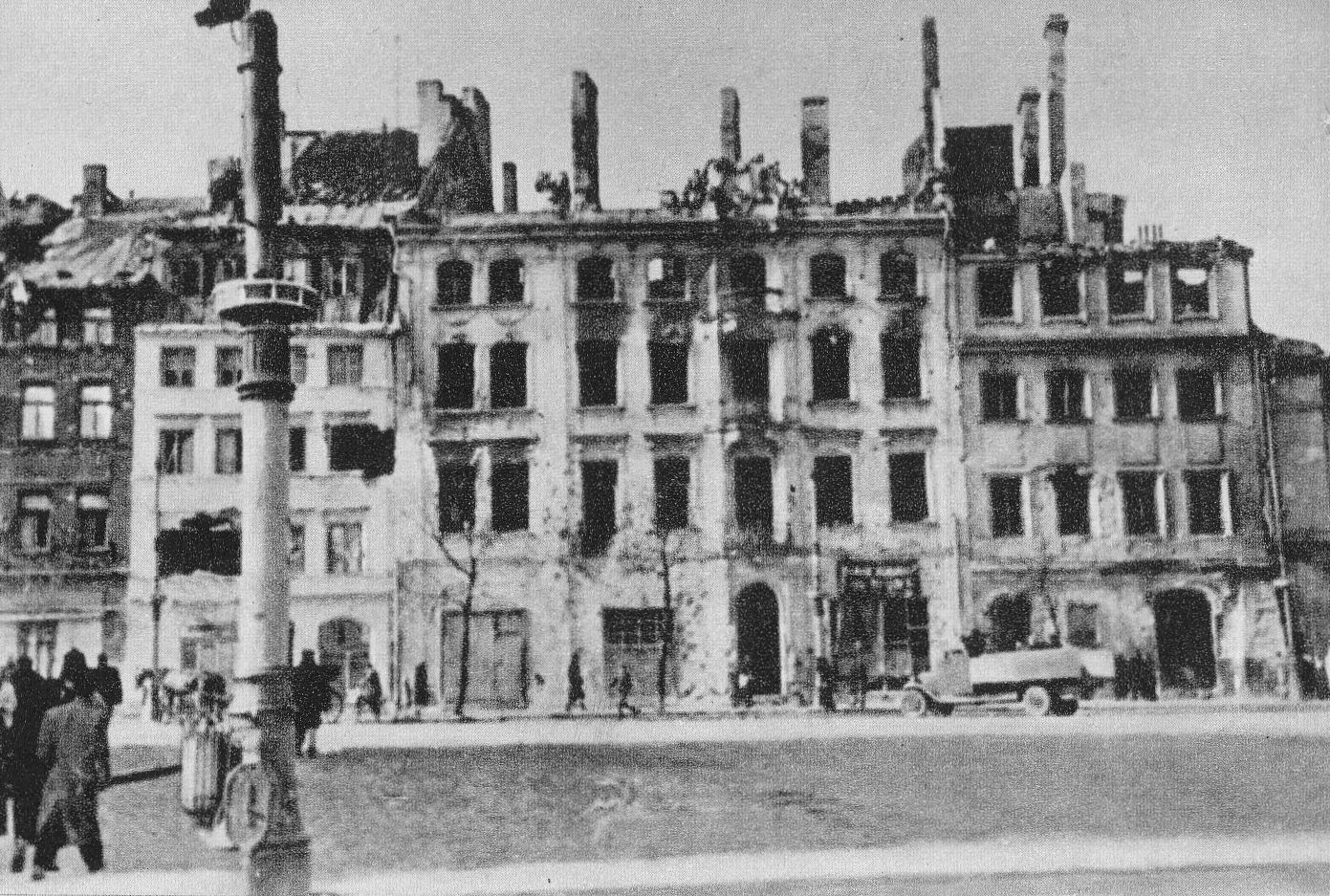
Krakauer Vorstadt 1939
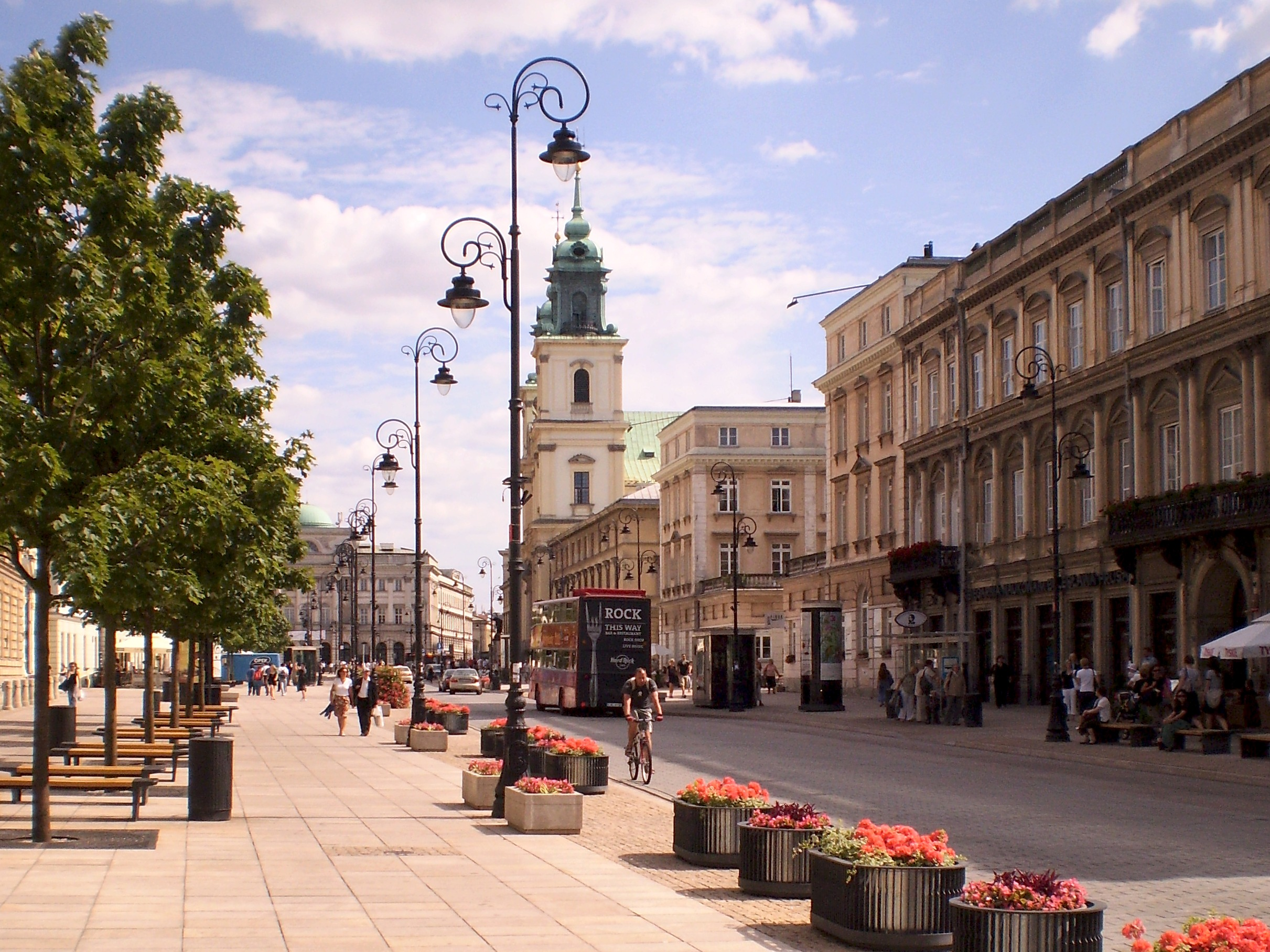
Krakowskie Przedmieście
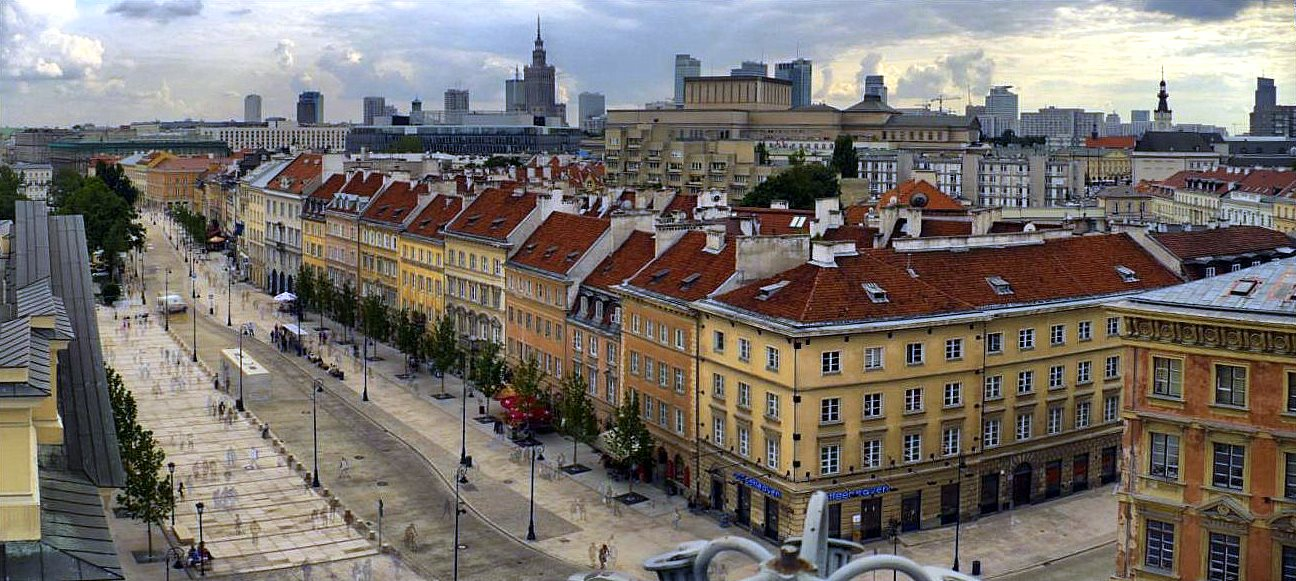
Krakauer Vorstadt vom St.-Anna-Turm aus gesehen
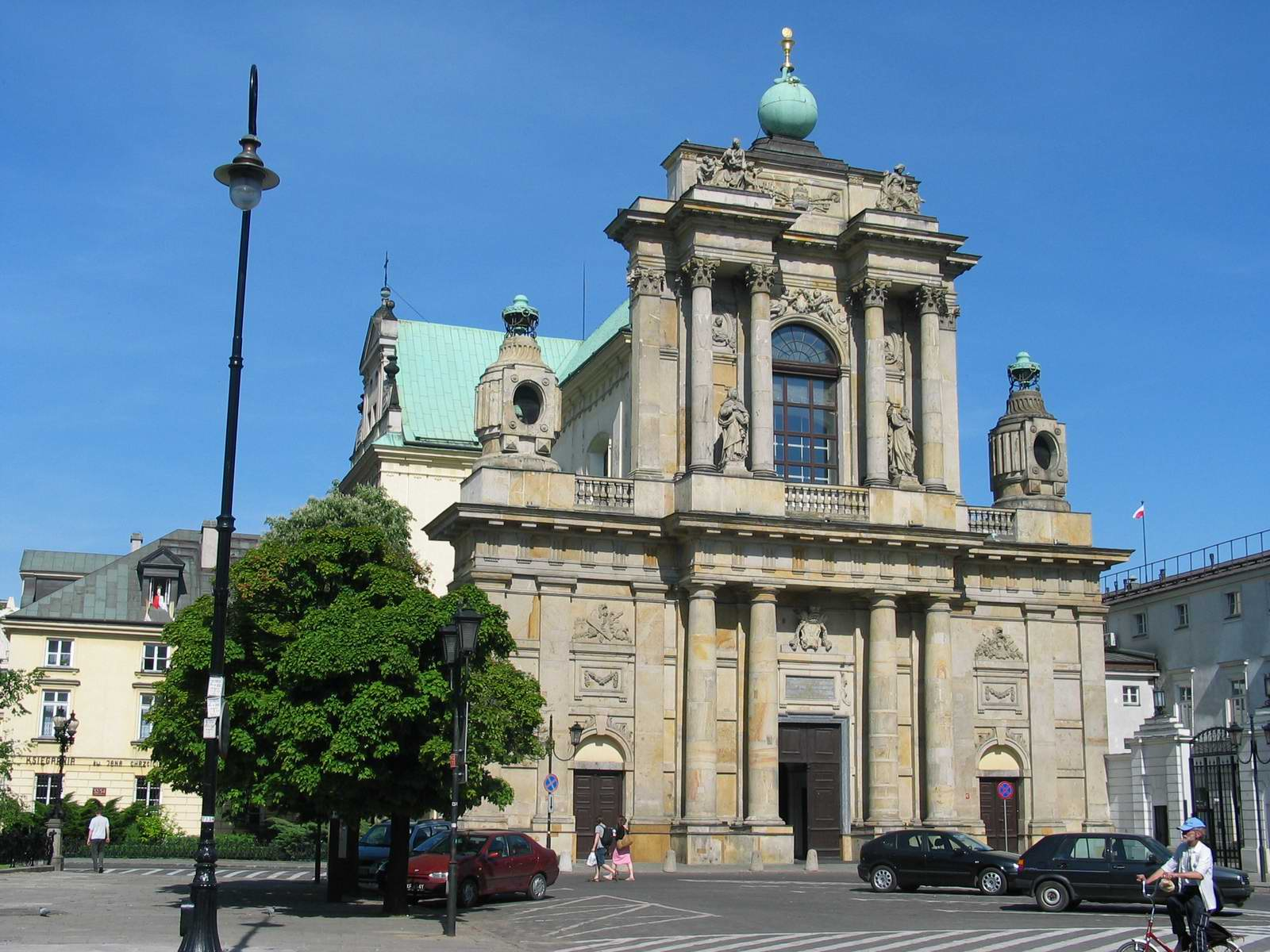
Barocke Karmeliterkirche
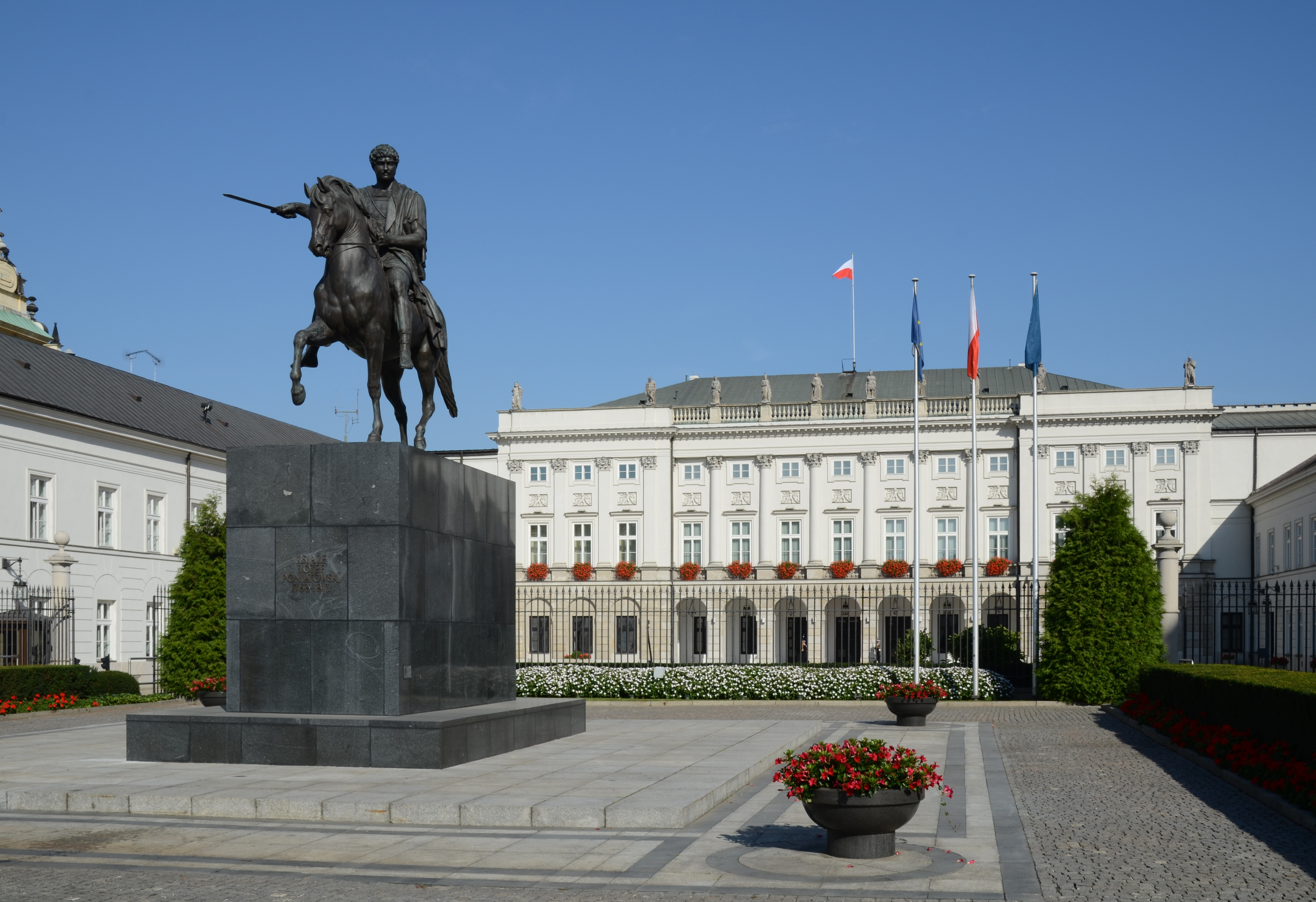
Residenz des polnischen Staatspräsidenten
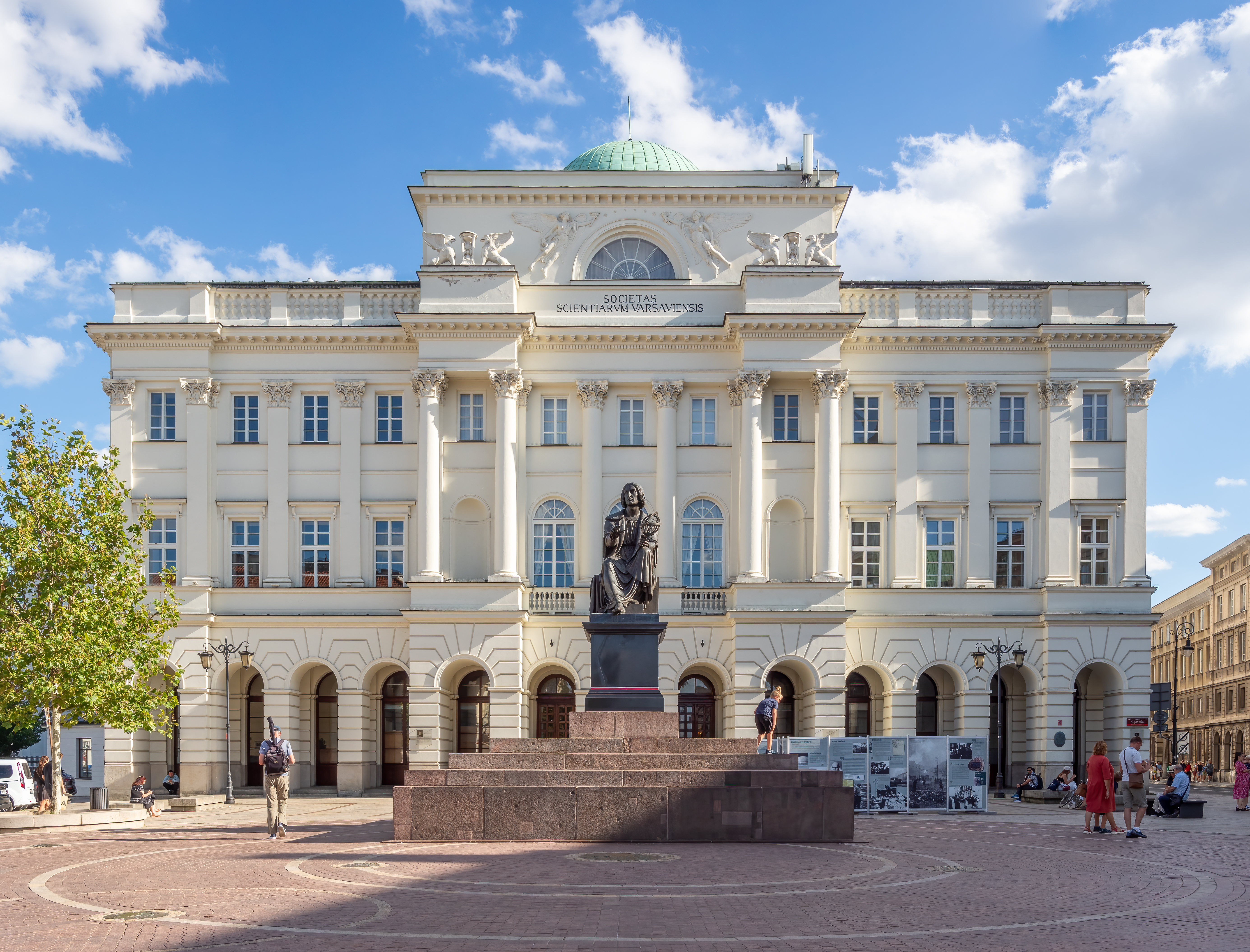
Staszic-Palast, Sitz der Polnischen Akademie der Wissenschaften